# Johannes Vetter
Johannes Vetter (* 26. března 1993) je německý sportovec, atlet, mistr světa v hodu oštěpem z roku 2017.

## Kariéra
Do světové špičky oštěpařů se dostal v roce 2015, kdy na mistrovství světa v Pekingu obsadil sedmé místo. O rok později sice na evropském šampionátu nepostoupil z kvalifikace, na olympiádě v Rio de Janeiro však skončil na čtvrtém místě. V srpnu 2017 se v Londýně stal mistrem světa v hodu oštěpem. Jeho osobní rekord v této disciplíně – 97,76 m ze 6. září 2020 – je druhým nejlepším výkonem v historii (po zavedení poslední změny těžiště oštěpu). V roce 2021 hodil výkon 96,29 metru, který je třetím nejdelším hodem v historii.